# Renata Landgráfová
Renata Landgráfová (* 1976 in Prag) ist eine tschechische Ägyptologin.

## Leben
Landgráfová besuchte 1994 Sommerkurse in Historischer Sprachwissenschaft und Archäologie an der Harvard University in Cambridge (Massachusetts) und studierte anschließend von 1995 bis 1996 Ägyptologie und Vorderasiatische Archäologie an der University of Pennsylvania in Philadelphia. Danach studierte sie bis 2001 an der Karls-Universität Prag Ägyptologie und Allgemeine Sprachwissenschaft. Von 2000 bis 2001 war sie Stipendiatin an der Fakultät der Archäologie an der Universität Kairo. 2001 legte sie ihre Magisterarbeit zum Thema Faience inlays from the funerary temple of king Raneferef vor. Seit 2002 ist sie Lehrbeauftragte am Tschechischen Institut für Ägyptologie in Prag. Von 2002 bis 2004 absolvierte sie ein Promotionsstudium am Ägyptologischen Seminar der Universität Basel. Seit 2003 nimmt sie an den Grabungen des Tschechischen Instituts für Ägyptologie in Abusir teil. Zwischen 2003 und 2005 war sie wissenschaftliche Mitarbeiterin im Projekt Funktion des Totentempels des Königs Raneferef in Abusir. 2008 legte sie an der Karls-Universität Prag ihre Dissertation zum Thema Topic-Focus Articulation in the Biographical Texts and Letters of the Middle Kingdom (Dynasties 11 and 12). vor.

## Bibliografie
- Abusir XIV. Faience inlays from the funerary temple of king Raneferef. Raneferef’s substitute decoration programme. 2006
- Písně Zlaté bohyně. Milostná poezie starého Egypta. 2006
- Mit Hana Navrátilová: Sex and the Golden Goddess I. Ancient Egyptian Love Songs in Context. 2009
- It is my good name that you should remember. Egyptian biographical texts on Middle Kingdom stelae. 2011
- Mit Miroslav Kutílek und Hana Navrátilová: Homo adaptabilis – lidé jsou přizpůsobiví. 2013
- Mit Hana Navrátilová: Sex and the Golden Goddess II. World of the love songs. 2015